# Hospital Regional da Baixada Maranhense
O Hospital Regional da Baixada Maranhense Dr. Jackson Lago é um hospital público estadual, localizado na cidade de Pinheiro, no Maranhão, atendendo casos de alta e média complexidade.

## Histórico
Foi inaugurado em 2015 atendendo cerca de 34 municípios, da região da Baixada Maranhense, com uma população estimada em 600 mil pessoas. Buscou atender a uma antiga demanda de descentralização da saúde, para diminuir o deslocamento de pacientes do interior para a capital do estado.
Jackson Lago foi médico, professor da UFMA, prefeito de São Luís e governador do Maranhão.

## Estrutura
O Hospital Regional realiza atendimento médico-hospitalar em cirurgia, clínica médica, nefrologia, oftalmologia, anestesia, gastroenterologia, pediatria, neurologia, cardiologia e ginecologia. Além disso, recebe os casos mais graves e pacientes de média e alta complexidade da região.
Em 2017, ocorreu a execução da primeira cirurgia de artrodese cervical.